# 九龍區專線小巴78線
九龍區專線小巴78線是往來維港灣至尖沙咀（北京道）（西行，近漢口道交界）的一條專線小巴路線，由國松汽車承辦，主要方便維港灣一帶私人屋苑居民往來佐敦及尖沙咀。
本線另設輔助線78A線由維港灣單向開往尖沙咀（北京道），不經深旺道，袛於平日早上繁忙時間提供服務。

## 簡介及歷史
- 2003年2月21日：運輸署公開招標8組共13條專線小巴新路線，本線及77M線編為同一組。[2]
- 2003年8月28日：投入服務。
- 2004年10月24日：配合尖東站啟用，提供與九廣東鐵的轉乘優惠。[3]
- 2005年4月1日：增設與地鐵的八達通轉乘優惠，適用於在奧運站或尖沙咀站出入閘之乘客。同年11月30日：平日星期一至五非繁忙時間、星期六及假日全日來回程繞經海泓道（海富苑、富榮花園及柏景灣）（現已改為每天全日實施），並增加雙向分段收費。
- 2009年8月16日：配合港鐵九龍南線通車，往維港灣方向改經匯翔道、匯民道（柯士甸站D出口）、柯士甸道西、廣東道後返回渡船街原有路線。[4]
- 2010年1月17日：全程收費由 $5調整至 $5.4，來回程並改經深旺道（匯豐中心、君匯港）；同日起增闢輔助路線78A，由維港灣單程開往尖沙咀（北京道），取道未改道前的路線行走，袛於平日0630-0930提供服務。同年9月5日，停止與港鐵的所有轉乘優惠。

## 服務時間及班次
78線
- 每日：
  - 維港灣開：0630-2340（10-14分鐘一班）
  - 尖沙咀（北京道）開：0650-2400（10-14分鐘一班）

78A線
- 星期一至六（公眾假期除外）
  - 維港灣開：0630-0930（15分鐘一班）

## 收費
- 全程收費：$6.9
  - 維港灣往海泓道：$4.9
  - 海泓道往來尖沙咀：$5.6
  - 渡船街往尖沙咀：$4.9
  - 渡船街往維港灣：$4.9

（此線所有車輛均接受八達通卡付款；上車及下車均可付款，不設找續；若繳付短程分段收費，請通知車長調校八達通機。）

## 用車
| 78線用車列表 | 78線用車列表 | 78線用車列表       |
| ------------ | ------------ | ------------------ |
| 車牌         | 車種代號     | 備註               |
| KM4116       | 2020年7LL    |                    |
| KX9408       | 2020年7LL    |                    |
| KX9522       | 2020年7LL    | 車牌原屬2003年5LS  |
| KY2781       | 2020年7LL    |                    |
| LY193        | 2013年6LS    | 車牌原屬2004年5LS  |
| PB3627       | 2020年7LL    |                    |
| VT4316       | 2018年7LL    |                    |
| VW922        | 2018年7LL    | 原為紅小坪荃線用車 |
| WA5880       | 2019年7LL    |                    |
| WU2952       | 2020年7LL    |                    |

## 使用狀況
開辦初期，維港灣人口不多，加上九廣西鐵（現稱港鐵西鐵線）通車後，九廣東鐵接駁巴士（現稱港鐵接駁巴士）K16延長至南昌站，並繞經維港灣，班次比本線為密，再加上沿線巴士及專線小巴競爭對手相當多，以致客量一直偏低。直至來回程繞經海泓道後，服務範圍擴大，舒緩K16線於海泓道的壓力，而且深入尖沙咀中部內街，因此客量有所起色，與九龍巴士12線互相競爭。

## 行車路線
- 維港灣開（78號線）：海帆道，海輝道，深旺道，櫻桃街，大角咀道，未命名路，海泓道，麗翔道，渡船街，廣東道，梳士巴利道，彌敦道，北京道，漢口道，中間道，九龍公園徑，廣東道，匯翔道，匯民道，柯士甸道西，廣東道，渡船街，欣翔道，海泓道，櫻桃街，深旺道，海輝道及海帆道。
- 維港灣開（78A號線）：海帆道，海輝道，櫻桃街，櫻桃街隧道，海泓道，麗翔道，渡船街，廣東道，梳士巴利道，彌敦道及北京道。

### 走線圖

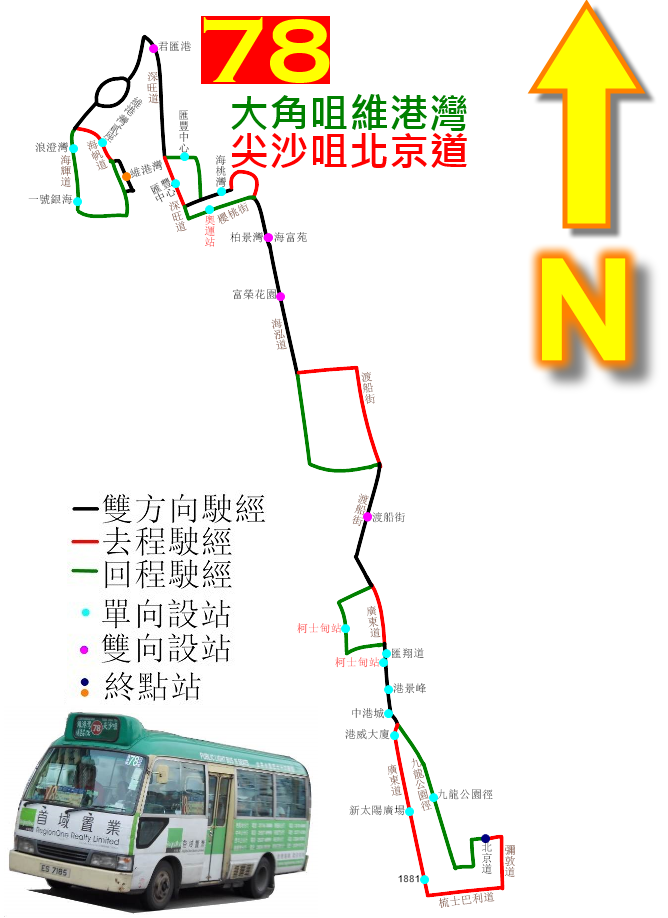